# 科瓦利夫卡 (巴文科伏區)
48°51′16″N 36°47′24″E / 48.85444°N 36.79000°E
科瓦利夫卡（烏克蘭語：Ковалівка）是位於烏克蘭東部的村莊，由哈爾科夫州伊久姆區的巴爾溫科韋市鎮負責管轄。該村始建於1923年，面積0.34平方公里，海拔高度180米，2001年人口190，人口密度每平方公里558.8人。